# Nyctemera mutabilis
Nyctemera mutabilis är en fjärilsart som beskrevs av Walker 1864. Nyctemera mutabilis ingår i släktet Nyctemera och familjen björnspinnare. Inga underarter finns listade i Catalogue of Life.